# 住吉物語

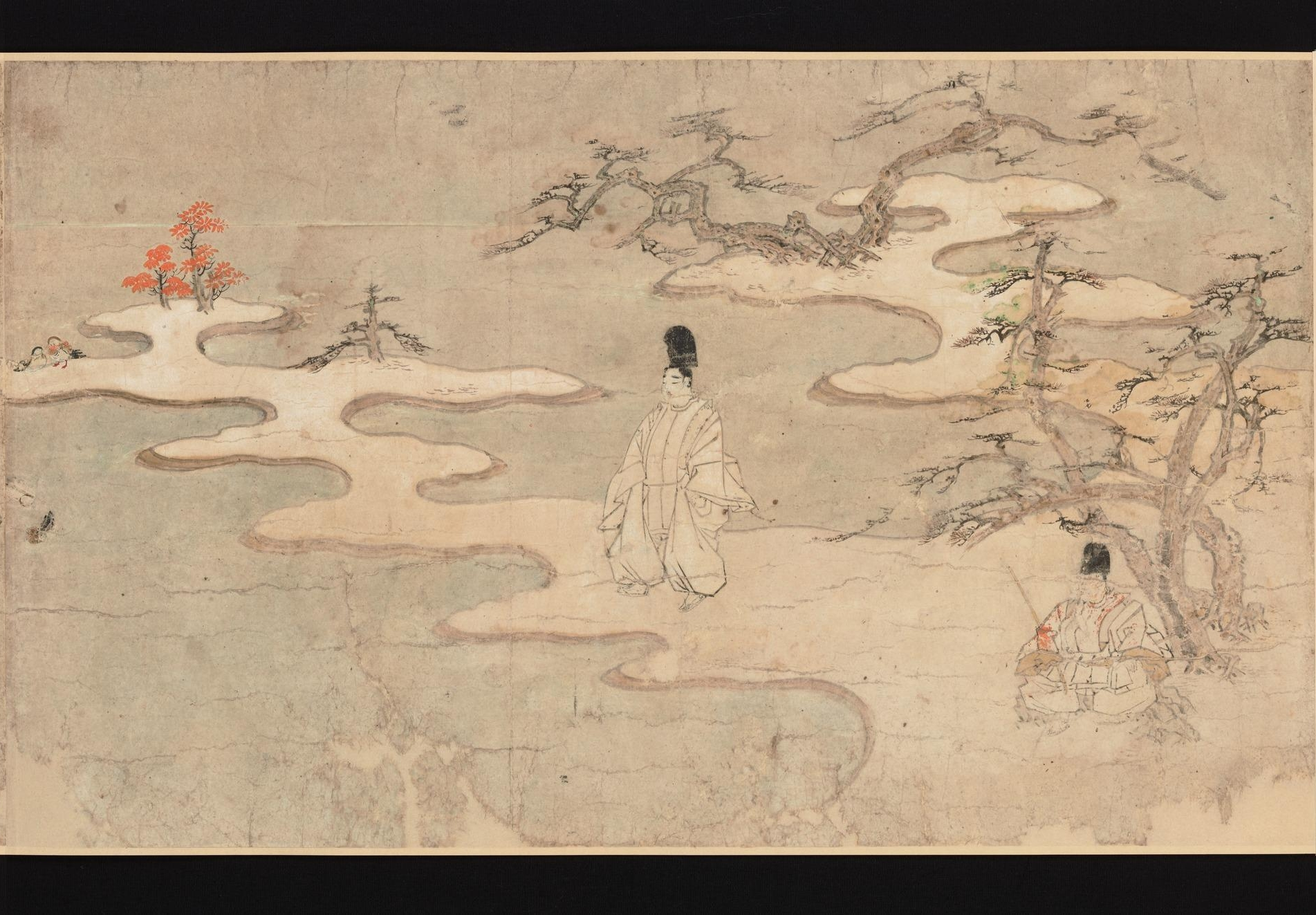
住吉物語絵巻、東京国立博物館蔵

『住吉物語』（すみよしものがたり）は鎌倉前期の擬古物語。1221年ごろ成立したものと考えられる。作者未詳。

## 概説
継子いじめの物語。『源氏物語』『枕草子』中にも名称が見られることから、物語の原型自体は平安時代には成立していたとみられる。但し、鎌倉時代に編纂された物語歌集『風葉和歌集』に採録された和歌7首の内、2首は現存の『住吉物語』に見えないことから、現存本文は当時のものではなく、後人が改作したものと推定される。『落窪物語』と同じく継子いじめ譚に分類される。現存本文は室町時代以降の諸本が夥しく存在し、伝本間の本文の異同が激しい。現存本文である改作本の祖本の成立時期は、寛和年間であるとされている。

## 諸本の系統
おびただしい数の写本が存在し、内容・所収和歌数は十六～一二一首と本によってまちまちである。桑原博史氏はこの諸本を所収和歌数によって六類に分類し、友久武文氏が膨大な諸本の中から、特に重要と思われる本文について、代表本文十八本を挙げた。
成田本、藤井本をはじめとする流布本、それを略した本が略本、反対に内容を大幅に拡大したものが広本、流布本と広本が接触してできた本文は中間本と呼称される。大まかな代表本文を上記四種類の呼称で分けると、以下のようになる。
略本〔丙〕（京博本、徳川本）
流布本〔甲〕（藤井本、成田本）
中間本〔丁〕（鈴鹿本、臼田本、多和本、住吉本、晶州本、小学館本、契沖本、筑波大本、横山本）
広本〔乙〕（正慶本、千種本、白峰本、陽明本、大東急本、真銅本）
桑原氏は成田本のような本文がまず祖本として存在しており、その後略本は本文を略し、中間本は広本と流布本の影響を受けながら内容量は中間にいたり、広本は文字通り拡大し、以上のような諸本系統を生み出す諸本の発展を遂げたのだとしている。
しかし、その後の研究では成田本よりも藤井本の方が善本とする向きの方が強い。

## 代表本文一覧
武山氏の『住吉物語の基礎研究』に対し横溝氏が整理した本文表と二つとを見比べて引用・作成した。本系統の後ろに付してある〔甲、乙、丙、丁〕は友久氏の分類である。友久武文氏の代表本文十八本（太字）と、桑原氏の分類とを記す。所蔵名称「写本名称」　（研究上の呼称）　所収和歌数の順に記す。

### 【第一類】
１　京博本系　〔丙〕
・京都博物館蔵本「住よし物語」三軸（京博本）　17首
・国立国会図書館蔵吉野弘隆旧蔵写本「寿美与志物語」一冊（国会本）14首
２　徳川本系　〔丙〕
・尾州家徳川家旧蔵絵巻「すみよし物語」二軸（徳川本）23首
３　鈴鹿本　〔丙〕
・鈴鹿三七旧蔵写本「すみよし物かたり」一冊（鈴鹿本）25首
４　藤井本（流布本）系　〔甲〕
・成田図書館蔵写本「すみよし」一冊（成田本）22首（欠脱アリ）
・天理図書館蔵藤井乙男旧蔵写本一冊（藤井本）25首
・山岸徳平博士御巫本新写本「住吉物語」一冊（御巫本）
・古活字十行本「住吉物語」一冊（古活字十行本）（桑原氏は四類とする）42首

### 【第二類】
５　臼田本系　〔丁〕
・臼田甚五郎蔵写本「はつしくれ」一冊（臼田本）32首
６　多和本系　〔丁〕
・多和文庫蔵写本「住吉物語」一冊（多和本）32首
７　住吉本系　〔丁〕
・住吉神社蔵享保二十年補写本「住吉物かたり物語」一冊（住吉本）34首
８　晶州本　〔丁〕
・静嘉堂文庫蔵晶州奥書写本「住吉物語」一冊（晶州本）41首

### 【第三類】
11　 筑波大本系〔丁〕
・筑波大学国語国文学研究室蔵奈良絵本〔第一冊は刈谷市図書館蔵〕計五冊（筑波大本）44首
（旧東京教育大学国語国文学研究室蔵奈良絵本）

### 【第四類】
９　小学館本系　〔丁〕
・小学館蔵絵巻「住吉物語」三軸（小学館本）（桑原氏の分類になし）40首
10　契沖本系　〔丁〕
・無窮会国会図書館蔵写本「異本住吉物語」二冊（契沖本）42首
・静嘉堂文庫蔵「古本住吉物かたり」一冊
12　横山本絵巻系　〔丁〕
・横山重蔵古絵巻二軸（横山本）46首

### 【第五類】
13　正慶本系　〔乙〕
・天理図書館蔵三好正慶旧蔵写本一冊（正慶本）54首
・大阪府中之島図書館蔵文政十三年写本「古本墨吉物語」一冊（大阪本）54首
14　千種本系　〔乙〕
・宮内庁書陵部蔵本「住吉物語」（御所本）61首
・高山市立郷土館蔵田中大秀旧蔵明日香井家本「住よし物語」一冊（明日香井本）
15　白峰寺本系　〔乙〕
・白峰寺蔵延徳二年奥書写本「住吉物語」一冊（白峰寺本）69首
16　陽明本系　〔乙〕
・陽明文庫信尋公書写本「住吉物語」一冊（陽明本）69首
・神宮文庫蔵古厳奉納写本「住吉物かたり」一冊（神宮文庫本）69首
17　大東急本系　〔乙〕
・大東急文庫蔵一位局筆写本一冊（大東急本）72首

### 【第六類】
18　真銅本系　〔乙〕
・真銅甚策旧蔵奈良絵本「住吉物語」二冊（真銅本）117首
・東京大学文学部国語研究室蔵北村季吟本「住吉物語」（季吟本）120首（焼失）
○その他
・国文学研究資料館蔵写本「住よし物語」一冊（資料館本）46首
・早稲田大学図書館蔵写本「すミよしのさうし」一冊（早大本）44首
・岩瀬文庫蔵奈良絵本「すみよし」三冊（岩瀬本）

## 類似作品
- シンデレラ
- 落窪物語